# David Thornley
David Andrew Taylor Thornley,  (* 31. Juli 1935 in Sutton, Grafschaft Surrey, Vereinigtes Königreich; † 18. Juni 1978 in Dublin, Irland) war ein irischer Politiker der Irish Labour Party und Mitglied des Europaparlaments.

## Biografie
Thornley studierte, nachdem seine Mutter sich von seinem Vater getrennt hatte und nach Dublin zurückgezogen war, jüngere Geschichte und Politikwissenschaften am Trinity College Dublin. Dort promovierte er 1964 mit einer Arbeit mit dem Titel Isaac Butt and home rule . Seit 1963 war er Moderator der Informationssendung 7 days. 1968 wurde er außerplanmäßiger Professor für Politikwissenschaften am Trinity College. Bei den Wahlen 1969 gelang es ihm, als Abgeordneter (Teachta Dála) des Unterhauses (Dáil Éireann) im Wahlkreis Dublin North-West gewählt zu werden. Diesen Sitz verteidigte er bis 1977. Bei den Wahlen 1977 trat er im (einmalig) neugebildeten Wahlkreis Dublin Cabra an und erreichte nicht genügend Stimmen. 
Vom 13. März 1973 bis zum 22. Juni 1977 war er Mitglied der Oireachtas-Delegation im Europäischen Parlament.

## Privates
Seit 1958 war er mit Petra Hughes verheiratet, mit der er zwei Kinder hatte.

## Quelle
- Eintrag auf der Homepage des Oireachtas
- Dictionary of Irish Biographies: Thornley, David Andrew Taylor